# Redmi 10A
El Redmi 10A es un teléfono inteligente Android de gama baja que forma parte de la serie Redmi, una submarca de Xiaomi Inc. El teléfono se anunció el 29 de marzo de 2022. Además, en India, el 27 de julio, Redmi anunció el Redmi 10A Sport, que se vendió solo en configuración de memoria de 6/128 GB.

## Diseño
La parte frontal está hecha de vidrio y la parte trasera de plástico texturizado.
El Redmi 10A y 10A Sport usan el mismo cuerpo que el Redmi 9C con una textura modificada y un área negra como en el Redmi 10C que fusiona la isla de la cámara y el sensor de huellas dactilares.
En la parte inferior del smartphone se encuentran un puerto microUSB , un altavoz y un micrófono. En la parte superior, solo hay un conector de audio de 3,5 mm. A la izquierda, una bandeja para tarjeta SIM dual con espacio para una tarjeta microSD. A la derecha, el control de volumen y el botón de encendido.
Los teléfonos estaban disponibles en las siguientes opciones de color:
| Color | Redmi 10A     | Redmi 10A (India)/10A Sport |
| Color | Nombre        | Nombre                      |
| ----- | ------------- | --------------------------- |
|       | Gris grafito  | Negro carbón                |
|       | Plata cromada | Gris pizarra                |
|       | Azul cielo    | Azul mar                    |

## Presupuesto

### Hardware
Los smartphones incorporan el mismo SoC MediaTek Helio G25 que sus predecesores, con la GPU PowerVR GE8320. El Redmi 10A estaba disponible en configuraciones de memoria de 2/32 GB , 3/32 GB, 3/64 GB, 4/64 GB, 4/128 GB y 6/128 GB, mientras que el Redmi 10A Sport solo estaba disponible en la configuración de 6/128 GB.
Ambos modelos utilizan una batería no extraíble de 5000 mAh y cuentan con soporte de carga de 10 W.
Los teléfonos inteligentes tienen una cámara de lente gran angular de 13 MP,f/ 2.2 con enfoque automático. Además, el Redmi 10A para el mercado global (número de modelo 220233L2G) cuenta con una cámara de sensor de profundidad de 2 MP.f /2.4. Los teléfonos también cuentan con un sensor de 5 MP,f/ 2.2Cámara frontal. Las cámaras trasera y frontal pueden grabar vídeos en 1080p a 30 fps.

### Software
Los Redmi 10A y Redmi 10A Sport fueron lanzados con MIUI 12.5 basado en Android 11.